# 桫锣鳞毛蕨
桫锣鳞毛蕨（学名：Dryopteris cycadina）为鳞毛蕨科鳞毛蕨属下的一个种。